# Chok Chisapani
Chok Chisapani – gaun wikas samiti w zachodniej części Nepalu w strefie Gandaki w dystrykcie Tanahu. Według nepalskiego spisu powszechnego z 2001 roku liczył on 957 gospodarstw domowych i 4527 mieszkańców (2459 kobiet i 2068 mężczyzn).